# 시아르가오

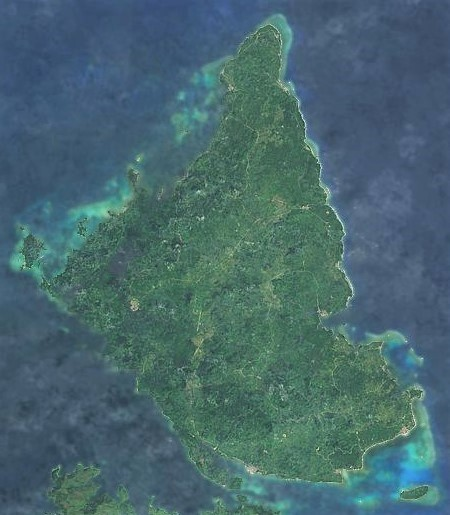
2016년 센티넬-2가 촬영한 시아르가오섬 위성 사진

시아르가오(Siargao)는 필리핀해에 있는 눈물방울 모양의 섬으로 타클로반에서 남동쪽으로 196킬로미터 떨어져 있다. 면적은 약 437 제곱킬로미터 (169 mi2)이다. 동쪽 해안은 비교적 직선이며 필라르 항이라는 깊은 후미가 하나 있다. 해안선은 일련의 산호초, 작은 곶, 그리고 흰 모래 해변으로 이루어져 있다. 인접한 섬들과 작은 섬들은 유사한 지형을 가지고 있다. 시아르가오는 필리핀의 서핑 중심지로 알려져 있으며, 2021년 콘데 나스트 트래블러 독자 어워드에서 아시아 최고의 섬으로 선정되었다.
이 섬은 본토 민다나오섬의 북수리가오주 관할이며, 부르고스, 다파, 델카르멘, 헤네랄루나, 산베니토, 필라르, 산이시드로, 산타모니카, 그리고 소코로의 9개 지방 자치 단체로 구성되어 있다.
시아르가오는 많은 서핑 명소로 잘 알려진 유명한 관광지이며, 이러한 특징으로 영화 시아르가오에 등장하기도 했다. 서핑은 시아르가오의 정체성에 너무나 깊이 뿌리내려 있어서, 2022년 북수리가오주의 두 정치 가문이 섬에서 개최된 전국 서핑 대회의 취소 문제로 설전을 벌였다.

## 어원
이 이름은 비사야어의 시아르가우(siargaw) 또는 살리아르가우(saliargaw) (프렘나 오도라타, Premna odorata)에서 유래했으며, 이 섬에서 자라는 맹그로브종이다.

## 역사
유럽인들이 시아르가오섬을 처음 기록한 것은 1543년 스페인 항해사 베르나르도 데 라 토레가 사란가니주에서 누에바에스파냐로 돌아가려던 중 카라카 산후안데레트란 호에서였다. 이 섬은 이슬라 데 라스 팔마스(야자나무섬)로 기록되었다.
2013년 노이노이 아키노 대통령은 시아르가오 공항의 현대화를 위해 투명한 기금을 할당했으며, 이는 섬의 최초 현대적 개발이었다.
시아르가오섬은 2018년 7월 로드리고 두테르테 대통령이 서명한 공화국 법률 제11038호(확장된 국립 통합 보호 지역 시스템 법률 2018)에 따라 국립공원으로 지정되었다.
2021년 12월 16일, 태풍 라이가 카테고리 5 슈퍼 태풍으로 이 지역을 강타했다. 이로 인해 섬은 황폐해졌고, 많은 건물이 파손되거나 파괴되었다. 총 200억 페소(4억 달러)의 피해가 발생했다.

## 지리
시아르가오섬에는 민다나오섬에서 가장 큰 맹그로브숲 보호구역 중 하나가 있으며, 델카르멘에 4,871헥타르에 걸쳐 있다. 길게 뻗은 습지는 상업적인 바닷말 번식 가능성을 시사한다. 델카르멘 지역 서해안의 광대한 맹그로브 숲은 인도-태평양악어인 크로코딜루스 포로서스(Crocodylus porosus)의 서식지이다. 2016년 14 피트 9 인치 (4.50 미터) 크기의 큰 표본이 죽은 채 발견되었다.

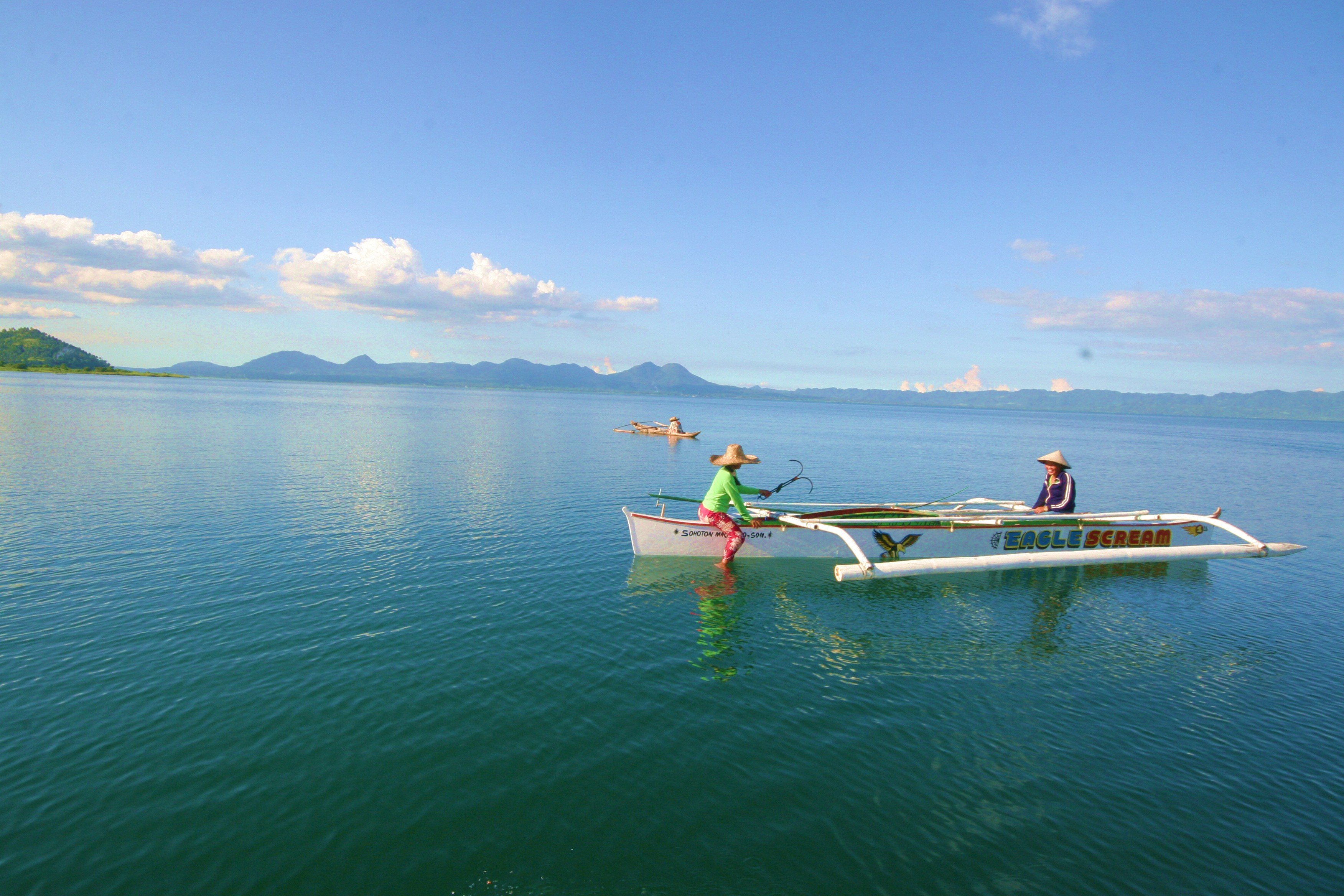
시아르가오의 어부들

시아르가오섬은 태평양에서 끊이지 않고 불어오는 바람과 해류의 큰 영향을 받으며, 시아르가오 해협을 통해 서쪽으로 흐르는 민다나오 해류에 의해 더욱 강화된다. 시아르가오의 조석은 일주기 조석으로, 특히 섬의 동해안에서 전형적인 조석 곡선이 나타난다.
이 섬의 태평양을 향한 산호초들은 필리핀 해구 가장자리에 위치해 있으며, 극도로 깊은 외해는 파도가 많은 산호 및 암석 암초를 만날 때 순수한 파워를 보장한다. 시아르가오는 특히 계절풍 "하바가트(habagat)"가 불어오는 8월부터 12월까지 탁월풍이 역풍일 때 훌륭한 서핑 조건을 제공한다.

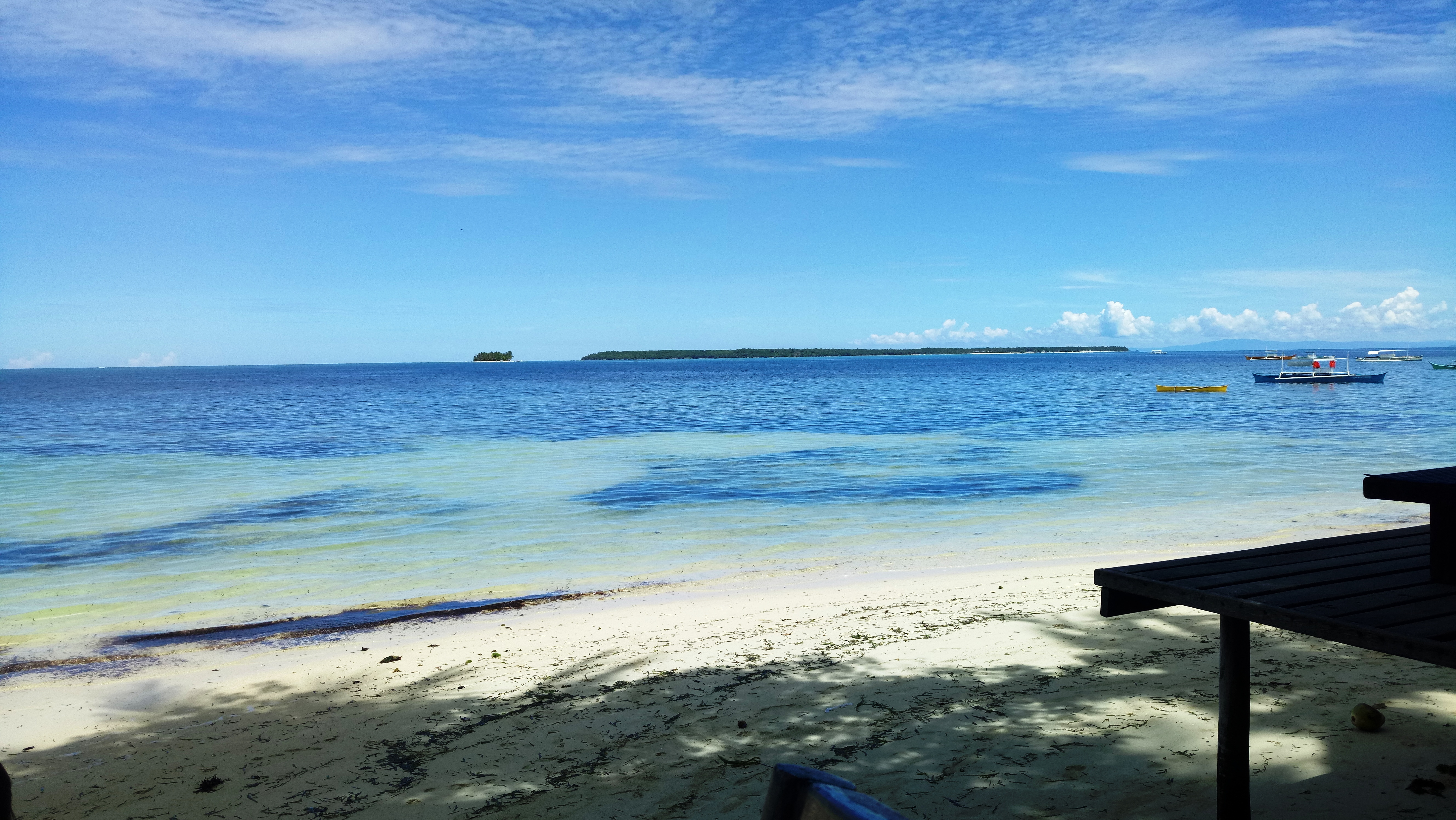
헤네랄루나 해변에서 보이는 구얌섬(왼쪽)과 다쿠섬(오른쪽)

시아르가오섬 주변에는 여러 섬들이 있다. 헤네랄루나에 있는 섬들로는 구얌섬, 판수키안 또는 나체섬(모래톱), 그리고 다쿠섬이 있다. 이 섬들은 대개 섬을 방문하는 관광객들에게 인기 있는 섬 호핑 투어에 포함된다.
서해안의 델카르멘과 산베니토 지방 자치 단체에는 수많은 섬들이 있으며, 대부분은 맹그로브 숲으로 덮여 있다. 이 섬들에는 카오브, 파그바사얀, 포네아스, 토나, 라오난, 카와간이 있다. 수그바 라군과 파모모안 해변의 관광 명소는 카와간에 위치해 있다. 시아르가오의 가장 서쪽에 있는 섬은 할리안(델카르멘 관할)으로, 시아르가오와 디나가트 제도주 사이에 위치해 있다.
섬의 남쪽 끝에는 부카스 그란데 섬 그룹 세 개가 있다. 이 중 두 섬인 이스트 부카스 그란데와 미들 부카스 그란데는 다파 지방 자치 단체에 속하며, 가장 큰 섬인 부카스 그란데는 소코로 지방 자치 단체에 인접해 있다. 부카스 그란데는 소호톤 코브, 틱티칸 호수, 해파리 보호구역 등의 관광 명소로 유명하다.
과거에는 마닐라에서 수리가오 시티까지 국내 직항 항공편을 이용한 후, 다파 또는 델 카르멘 해안 마을까지 페리를 타고 갈 수 있었다. 현재 세부 퍼시픽은 세부-시아르가오 노선과 마닐라-시아르가오 노선(세부에 잠시 들러 승객들이 더 작은 항공기로 갈아탄다)을 운항하고 있다. 2017년 3월, 세부 퍼시픽과 스카이젯 항공은 수도에서 섬으로 가는 첫 직항편으로 마닐라 공항에서 사약 공항(IAO) (일명 "시아르가오 공항")까지 직항편을 운항하기 시작했다. 또한 필리핀 항공은 2018년 7월 1일부터 클라크 국제공항에서 사약 공항까지 직항편을 제공하고 있다. 이 섬을 방문하는 관광객 수요를 충족시키기 위해 시아르가오의 사약 공항 활주로를 연장할 계획이 있다.

### 클라우드 9

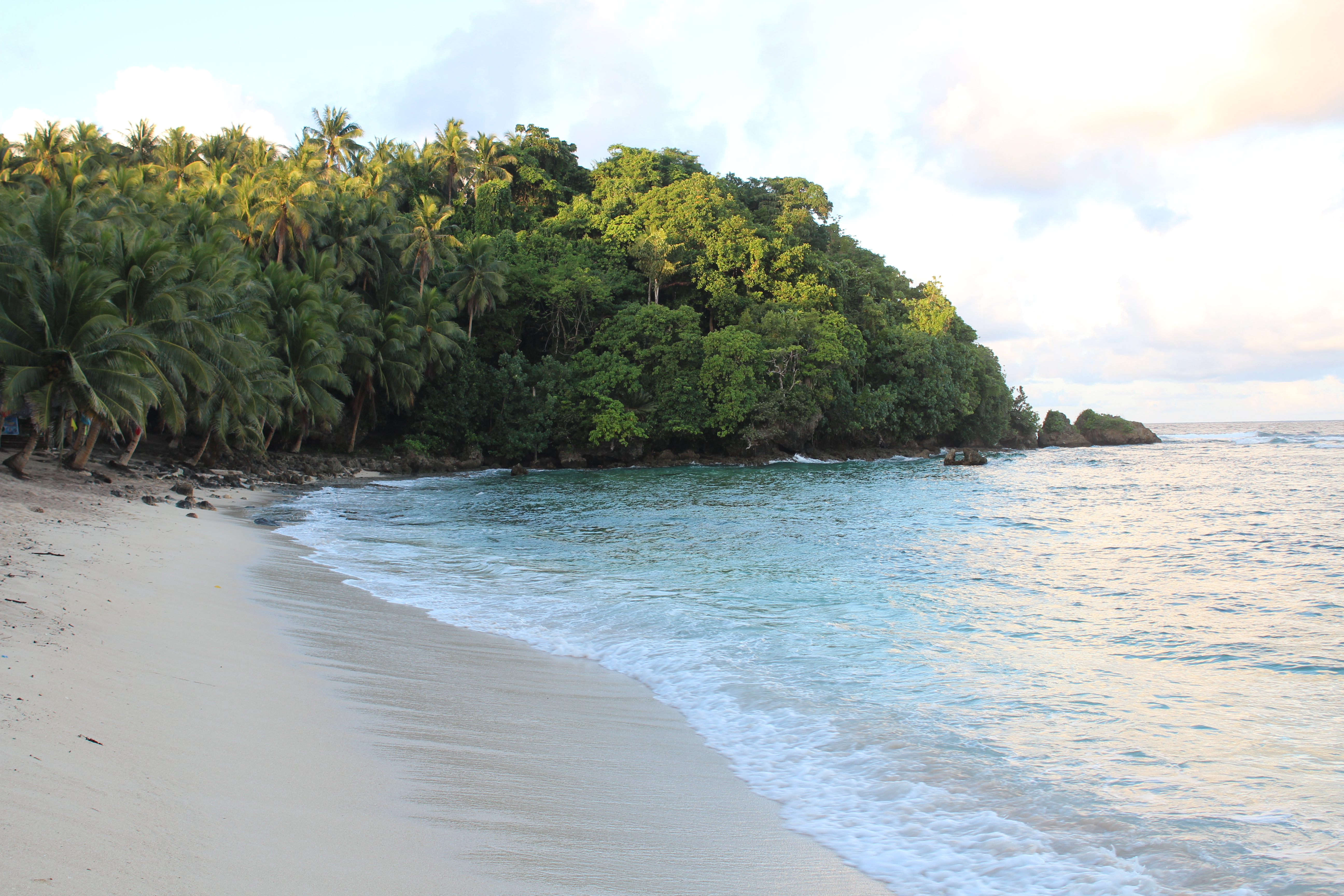
필라르의 마그푸풍코 록 풀스 해변에서 만조 때의 모습

시아르가오와 필리핀의 잘 알려진 서핑 명소 중 하나는 두껍고 속이 빈 튜브로 유명한 "클라우드 9"이다. 이 오른쪽 브레이크 리프 웨이브는 북수리가오주 정부가 후원하는 연례 시아르가오 컵 국내 및 국제 서핑 대회의 장소이다.

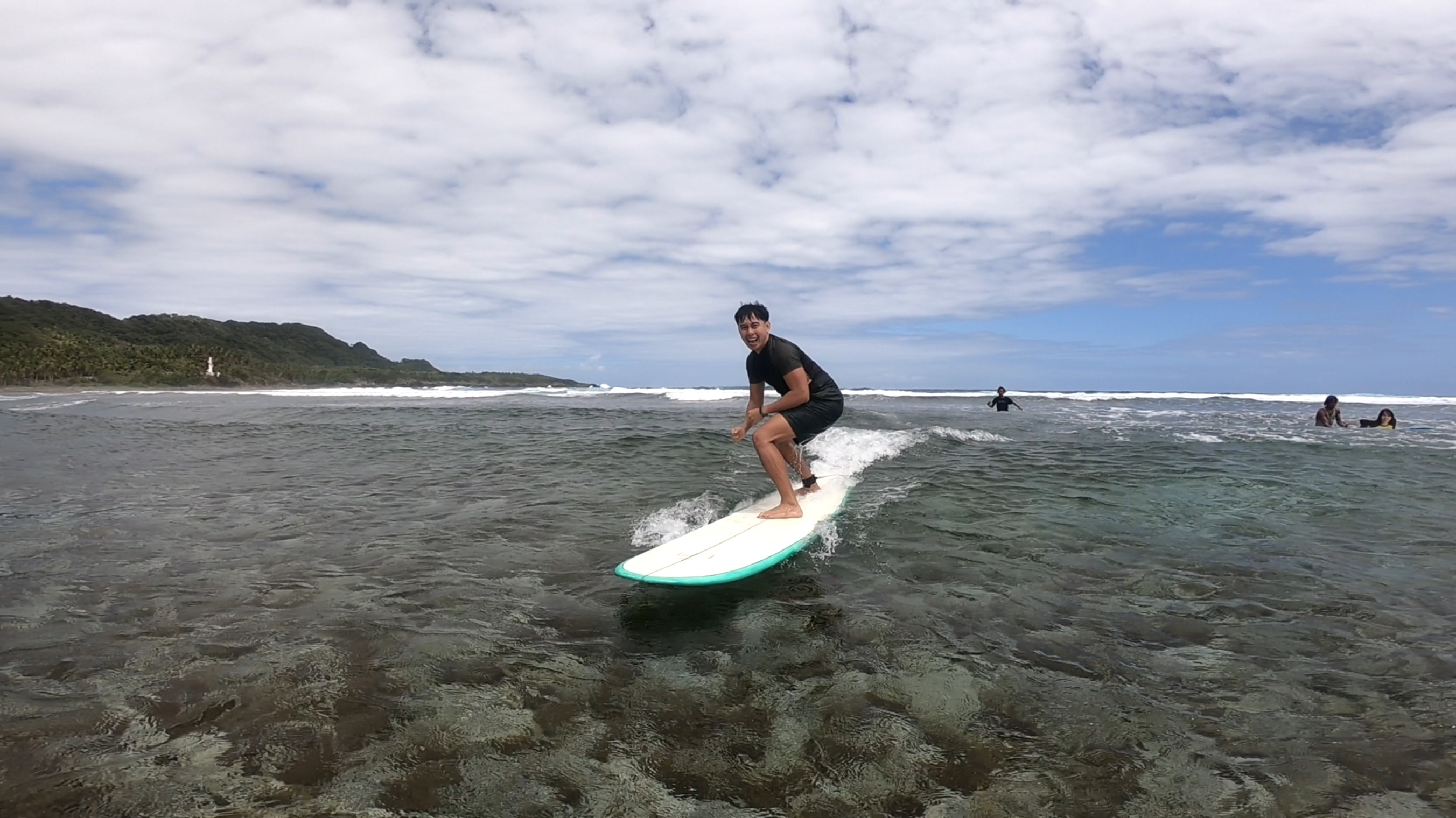
시아르가오의 초보 서퍼

이 파도는 1980년대 후반에 여행하는 서퍼들에 의해 발견되었다. 미국의 사진작가 존 시튼 캘러한이 같은 이름의 초콜릿 바를 따서 이름을 붙였으며, 1993년 3월 미국 기반의 서퍼 잡지에 소개되었다. 이 시아르가오섬 서핑 여행은 1995년 서퍼에 의해 "역대 최고의 서핑 여행 10곳" 중 하나로 선정되었다. 클라우드 9은 또한 많은 숙박 시설, 레스토랑, 바를 선택할 수 있어 서퍼들에게 비교적 저렴한 목적지로 명성을 얻고 있다.
시아르가오와 인근 섬에는 툼스톤즈와 같은 다른 훌륭한 파도가 여러 개 있지만, 클라우드 9은 필리핀의 다른 어떤 서핑 명소보다 더 많은 홍보를 받았다. 해안선에서 긴 부두를 통해 보트 없이 쉽게 접근할 수 있는 투아손 포인트 및 헤네랄 루나 지역의 유일한 파도는 아니지만, 가장 인기가 많아 혼잡하여 서퍼들 사이에서는 "크라우드 9"이라는 별명으로 불린다.
시아르가오, 특히 헤네랄 루나 지방 자치 단체와 투아손 포인트 지역은 필리핀 내외의 서퍼들 사이에서 "필리핀 서핑의 수도"로 잘 알려져 있다.

## 인구 통계
시아르가오 제도에는 약 15만 명의 주민이 살고 있으며, 9개 지방 자치 단체 중 다파가 2만 5천 명으로 가장 크다. 다파는 또한 본토 민다나오에서 페리를 타고 오는 사람들이 들어오는 주요 항구이다. 헤네랄 루나는 인구가 1만 5천 명이며, 클라우드 9과 다른 국제 표준 서핑 명소와 가깝기 때문에 주요 관광지이다. 관광지인 시아르가오의 인구는 원주민 수리가오논족과 루손섬, 비사야 제도 및 민다나오의 다른 지역에서 온 비원주민 정착민, 그리고 외국인으로 구성되어 있어 이 섬은 다양한 인종의 용광로 역할을 한다. 방문하는 국내외 관광객들은 사업을 설립한 후 시아르가오의 영구 거주자가 되어 지역 인구에 더해진다.

## 지질
백악기 후기 디나가트 오피오라이트는 부르고스, 산타모니카, 산타모니카에서 에스페란자로 이어지는 북동-남서 방향으로 분포한다. 이 조합은 각섬암, 감람암, 반려암, 그리고 필로우 현무암으로 구성된다. 오피오라이트 위에는 후기 마이오세 로레토 층이 있는데, 이는 사암, 셰일, 이암으로 덮인 역암이다. 이 역암에는 현무암, 휘록암, 반려암, 감람암, 그리고 결정편암의 쇄설물이 포함되어 있다. 로레토 층 위에는 플라이스토세 시아르가오 석회암이 있는데, 이는 거대한 암초 석회암이다.

## 수상 및 표창
나열된 85개 목적지 중 필리핀의 서핑 수도인 시아르가오는 2021년 방문하기 좋은 섬에 대한 연례 콘데 나스트 트래블러 (CNT) 독자 선택 어워드에서 아시아 최고의 섬으로 선정되었다.

## 갤러리

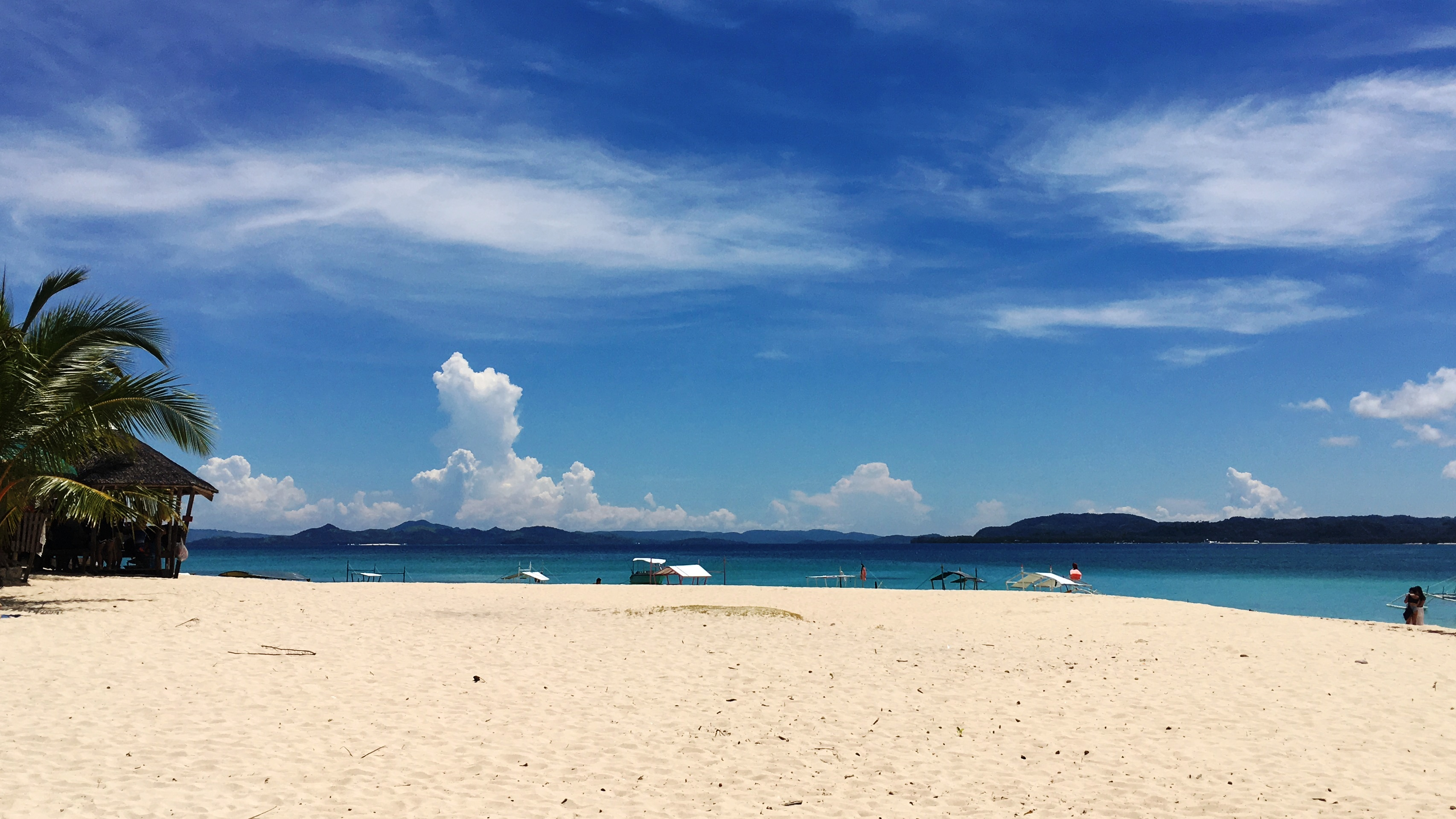
헤네랄루나 앞 다쿠섬의 해변
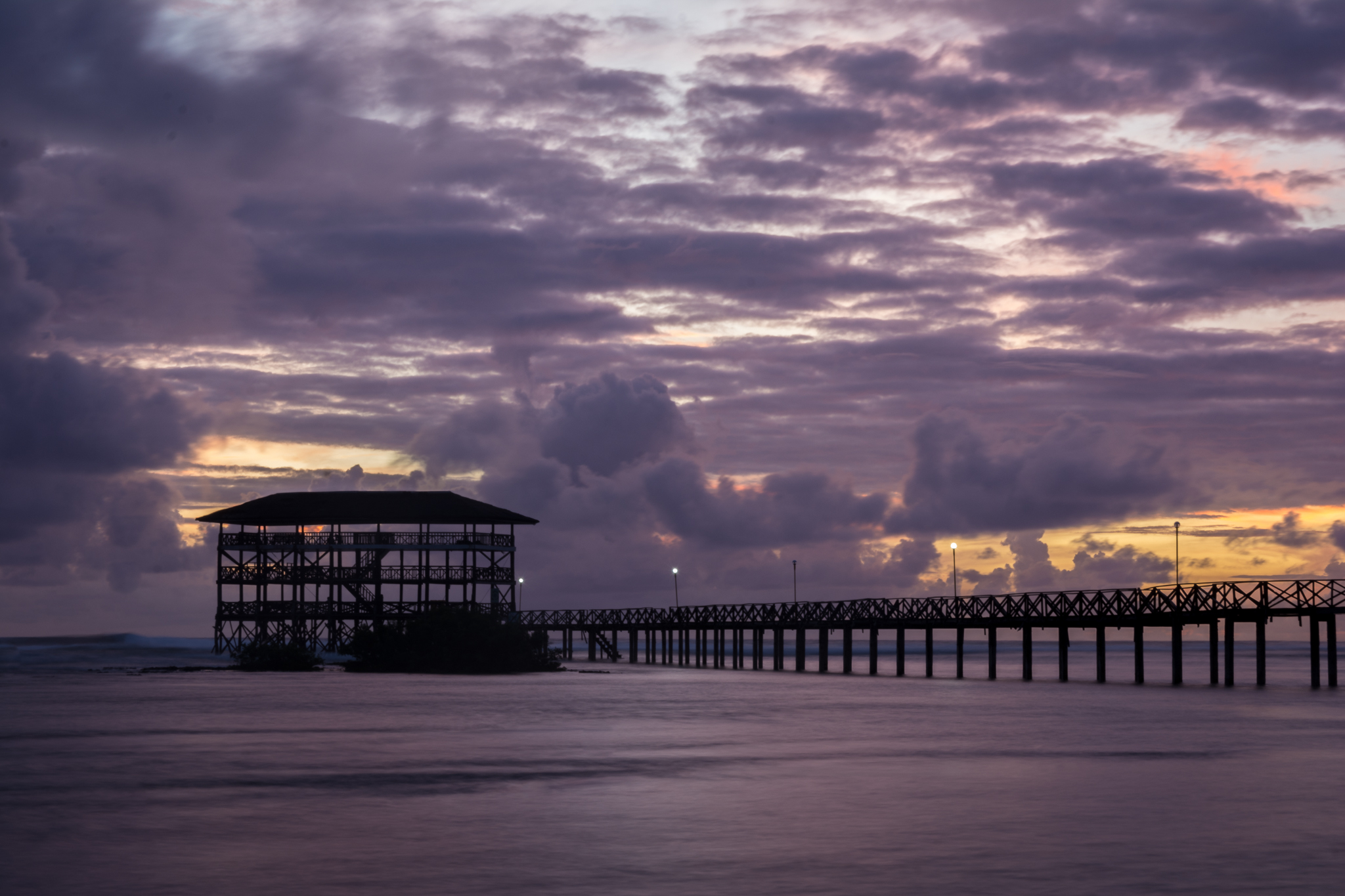
헤네랄루나의 클라우드 9 보드워크
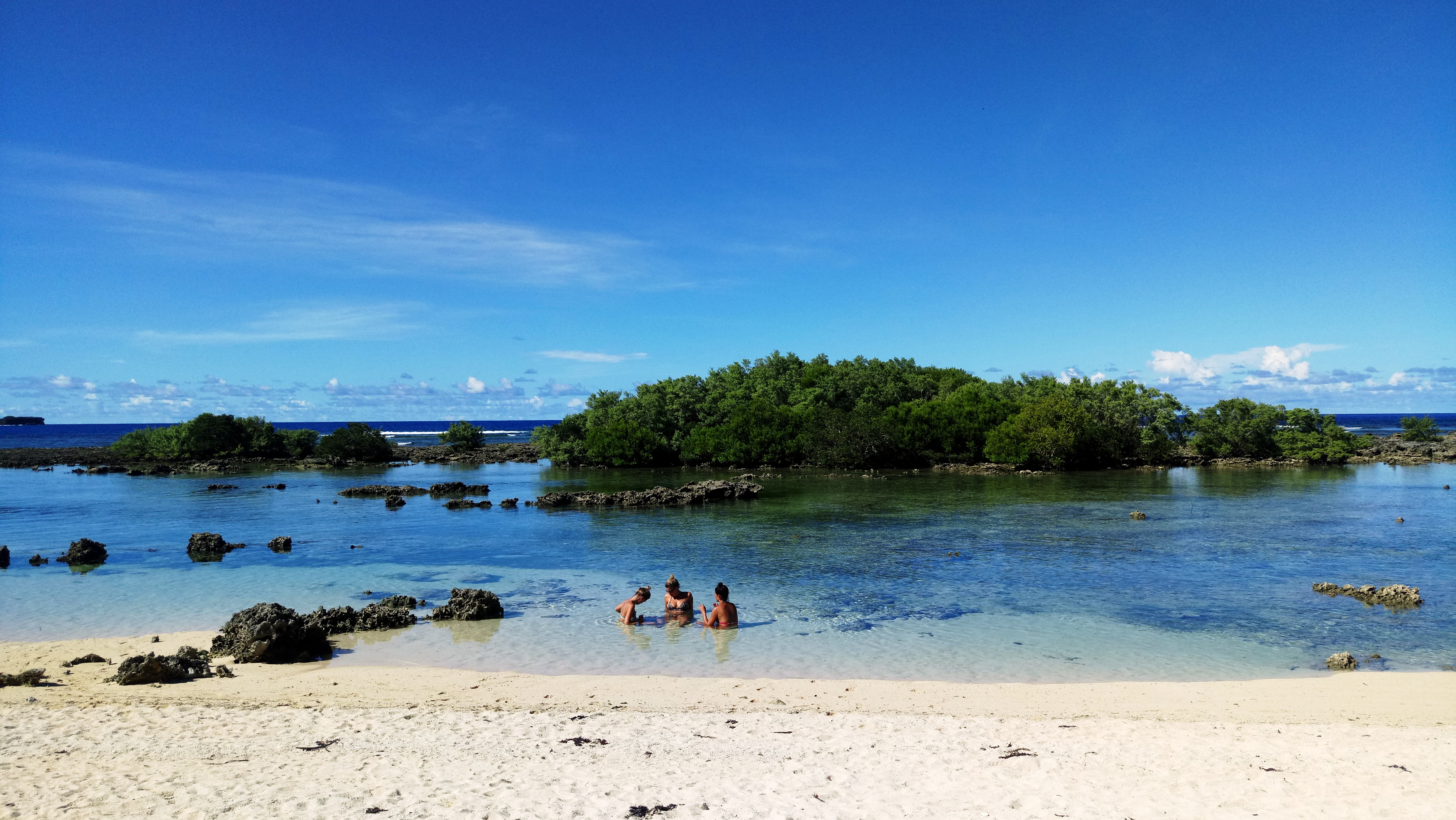
다파의 돗 해변("비밀 해변"으로도 알려짐)
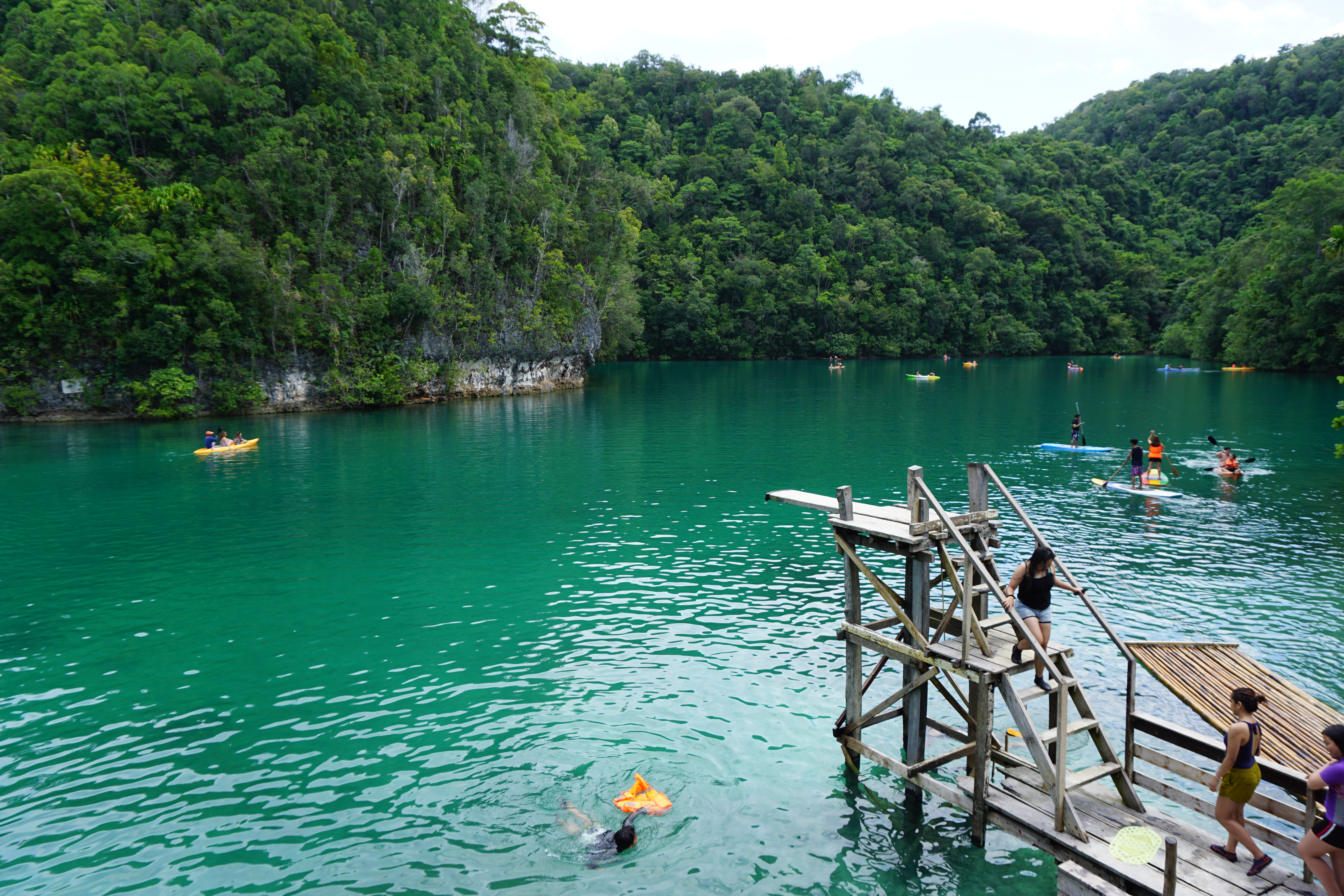
델카르멘 카와간섬의 수그바 라군
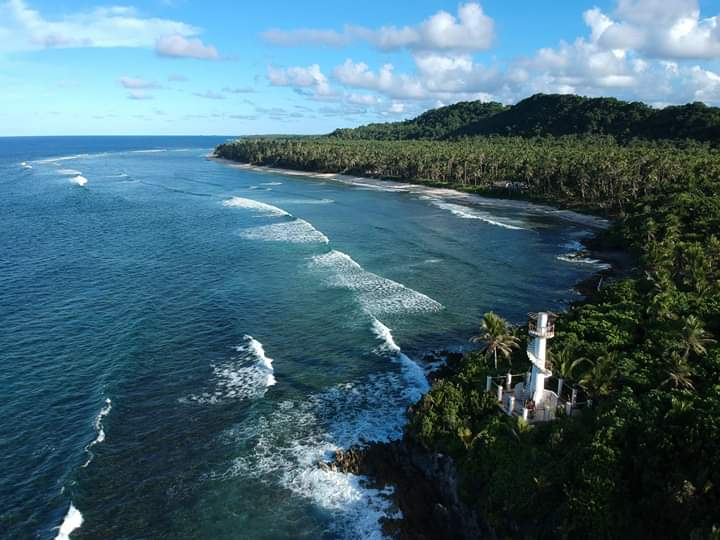
산이시드로 태평양 해변의 옛 등대
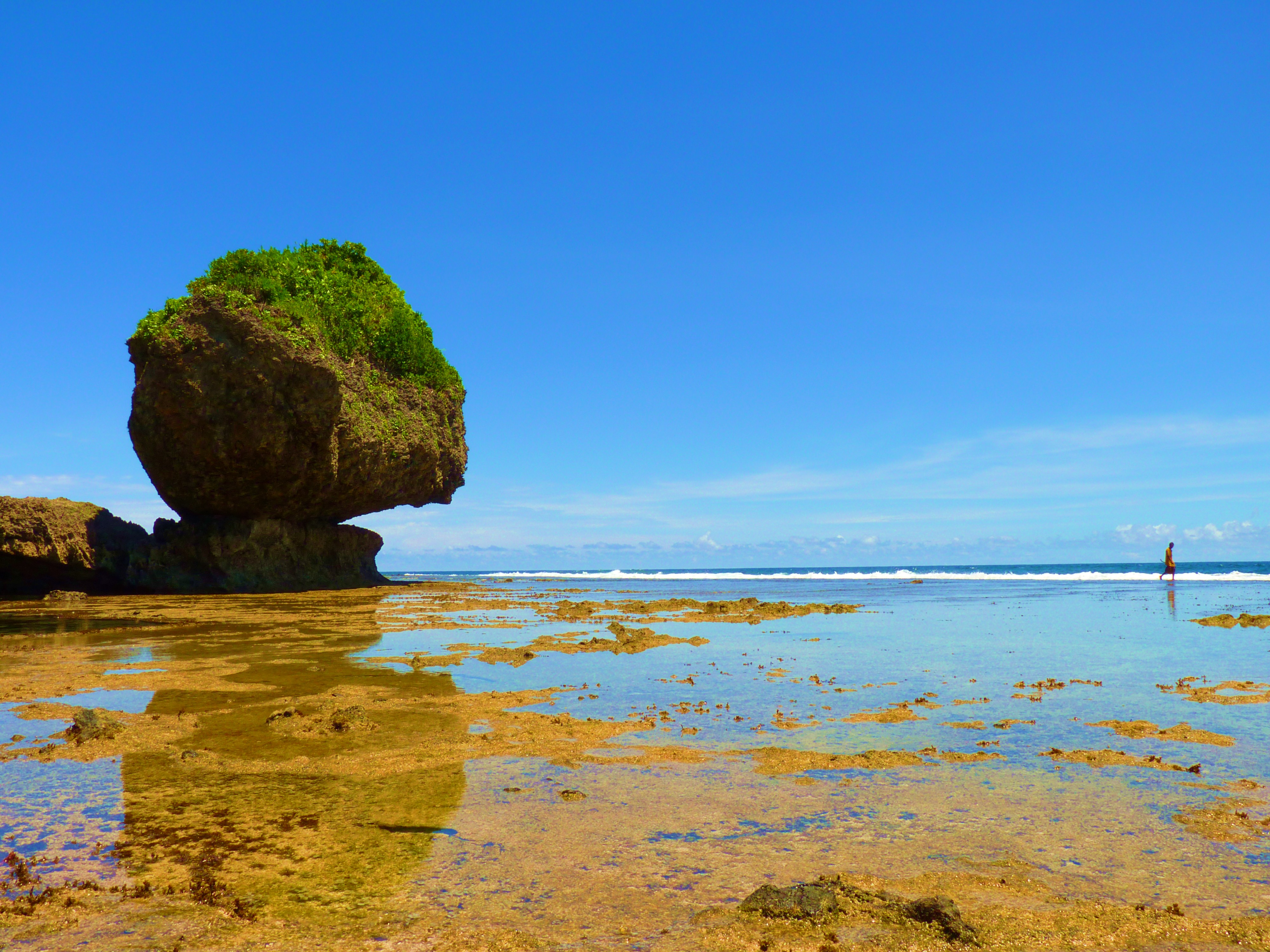
필라르의 마그푸풍코 록 풀스

## 같이 보기
- 카이트서핑
- 필리핀의 보호 지역 목록
- 시아르가오 (영화)
- 서핑